# Milo Machado-Graner
Milo Machado-Graner, född 31 augusti 2008, är en fransk skådespelare.
Milo Machado-Graner har bland annat medverkat i filmerna Fritt fall och Det började med min mamma. I båda filmerna har han haft framträdande roller.

## Filmografi (i urval)
- 2023 – Fritt fall
- 2025 – Det började med min mamma